# Завойовник Зім
«Завойовник Зім» (англ. Invader ZIM) — американський анімаційний мультсеріал від Nickelodeon.Творцем концепції мультсеріалу і режисером є коміксист Джонен Васкес (англ. Jhonen Vasquez). «Завойовник Зім» налічує два сезони, що виходили зі значим розривом у 2001 та 2006 роках, а також повнометражний мультфільм «Завойовник Зім: Вхід у Флорп» (англ. Invader Zim: Enter the Florpus), випущений у 2019 році.
У центрі серіалу іншопланетянин Зім з планети Ірк, який намагається завоювати темну і сатиричну пародію на Землю. На тлі сюжету досить жорстко висміюються багато інститутів суспільного життя у США, такі як державні свята, національна безпека і система освіти.
В Україні мультсеріал був показаний «Новим каналом». Всі чоловічі ролі озвучував Юрій Коваленко. Повторний показ мультсеріалу відбувся на каналі Qtv.

## Сюжет
Зім — самовпевнений невдаха з раси іркенів, яка живе постійними завоюваннями. Іркени — це зеленошкірі гуманоїди, в яких суспільний статус залежить від зросту. Зім, на додаток до малого зросту, давно дратує двох правителів Найвищих, оскільки під час операції «Неминуча смерть І» напав на власну планету. Зім проникає на Великий Добір до операції «Неминуча смерть ІІ», де спеціально навченим загарбникам призначають планети, на яких вони мають провести розвідку та підготувати їх до завоювання Іркенською Армадою. Щоб позбутися Зіма, Найвищі призначають йому летіти на невідому планету на самому кінці відомого іркенам всесвіту. Цією «Таємничою Планетою» є Земля, і Зім у компанії пришелепкуватого робота ДІРа розпочинає спроби досягнення світового панування і знищення людської раси. Зім вдає із себе школяра, думаючи, що добре замаскувався. Проте його однокласник Діб розкриває задум Зіма та повсякчас стає на заваді здійсненню його планів.

## Головні персонажі
- Зім (англ. Zim) — член Іркінського війська, невдаха з манією величі. Його постійні спроби завоювати Землю чи знищити людство щоразу закінчуються провалом. Зіму доводиться постійно маскуватися, використовуючи контактні лінзи і перуку, в зелений колір шкіри і відсутність вух пояснює хворобою шкіри; земляни, що не вирізняються інтелектом, вірять йому.
- ДІР або Д. І. Р. (англ. GIR) — несправна модель іркенської моделі З. І. Р. (Збір Інформації та Розвідки — стандартний блок, який видається іркенським загарбникам), значення літери «Д» ніде так і не пояснюється. У серіалі згадується лише раз «Д» як Дурний. ДІР — божевільний, по-дитячому дурний та веселий робот, що часто змінює режими роботи — зовні це видно по зміні кольору очей (червоні — якщо він слухається Зіма). Він рідко допомагає планам Зіма, але деколи це виходить випадково, коли він заважає різним ворогам. Маскуванням для нього слугує костюм зеленого собаки, у якого є дуже помітна велика застібка-блискавка спереду. ДІРу подобається їсти і дивитися телевізор, особливо «Шоу Страшної Мавпи».
- Діб (англ. Dib) — головний ворог і однокласник Зіма в школі. Цікавиться паранормальними явищами і особливо прибульцями з космосу. Він єдина людина, яка бачить, що Зім — прибулець і намагається йому завадити, але Діб так багато разів піднімав фальшиву тривогу, що всі, включно з сестрою та батьком, вважають його божевільним.
- Ґаз (англ. Gaz) — молодша сестра Діба. Грає в мультфільмі важливу роль, але рідко бере активну участь в викритті Зіма. Вона визнає, що Зім — іншопланетянин, але не звертає на це уваги, оскільки вважає, що він занадто дурний, аби завоювати світ. Єдине, чим Ґаз цікавиться — це відеоігри, що найкраще показано в епізодах «Раб гри 2» і «Гладкий піцокабан». Хоча вона деколи й допомагала Дібу, але лише щоби задовольнити власні потреби. Ґаз завжди одягнута в темний одяг, має сильний характер і вперта; тяжіє до готичного стилю в одязі та поведінці.
- Всемогутні Найвищі (англ. Almighty Tallest) — двоє правителів іркенської раси: Червоний та Фіолетовий. Зім регулярно намагається довести їм свою користь, чим більше дратує їх, аніж радує. Оскільки в іркенів статус залежить від зросту, правителів виявилося одразу двоє, бо вони однакові заввишки. Червоний більш прагматичний та серйзоний, а Фіолетовий — жартівник. Обоє ледачі та дріб'язкові, до решти іркенів ставляться зверхньо. Зазвичай перебувають на борту зорельта «Масив». Найвищі в свою чергу підкорюються Контрольним Мозкам.

Зім
Діб
Ґаз

## Історія серіалу

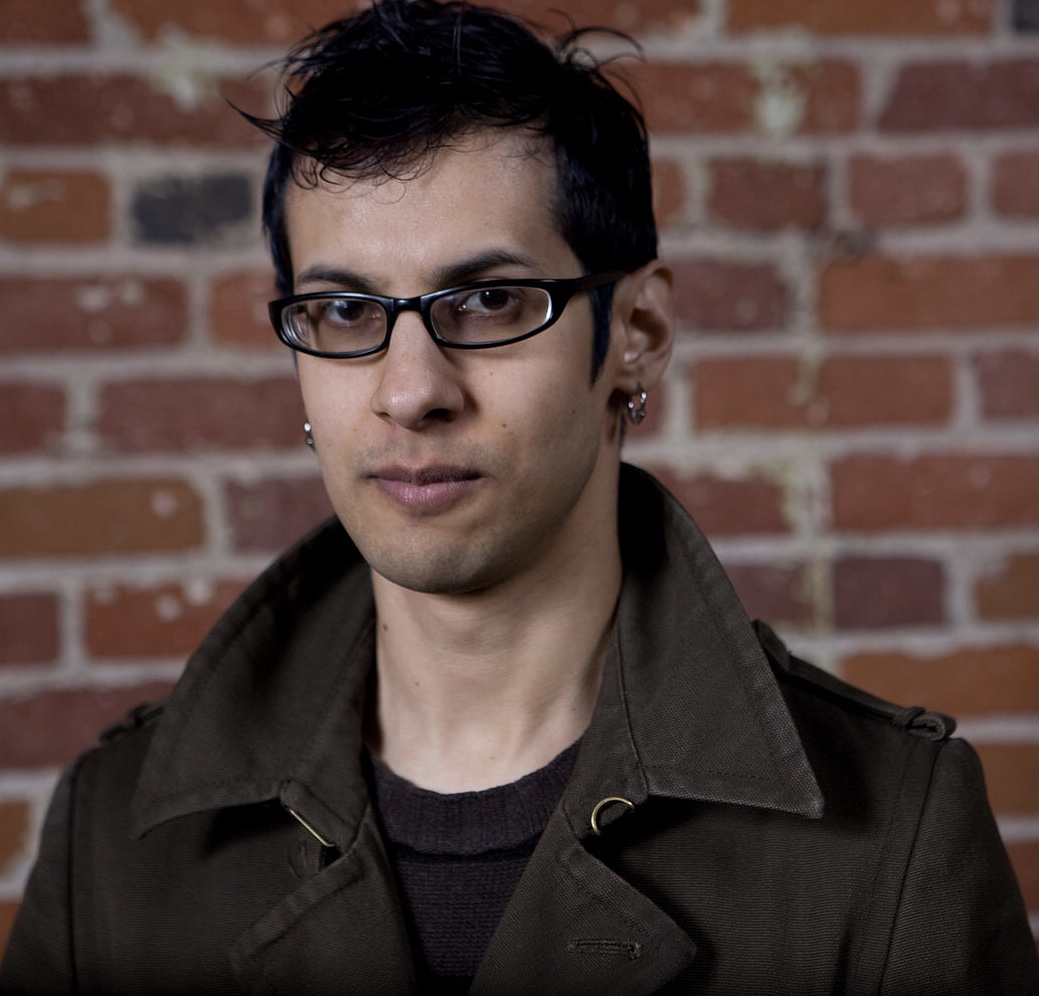
Джонен Васкес, творець «Завойовника Зіма»

Джонен Васкес після успіху своїх досить ексцентричних коміксів, вирішив взятися за мультиплікацію. Видавничою компанією він обрав Nickelodeon, що створило певні труднощі на шляху просування серіалу, оскільки політика компанії проти того, щоб показувати смерті і нецензурну лексику в своїх мультфільмах. Багато серіалів були змінені чи взагалі заборонені до показу.
Всього планувалося 5 сезонів і один повнометражний мультфільм, але через те, що серіал показували не в той час, як планували розробники, у нього знизились рейтинги. Також через «скарги глядачів на зайву жорстокість мультфільму» (цільова аудиторія Nickelodeon — діти 6-14 років), серіал закрили вже в середині 2-го сезону, хоча залишалось всього 7 епізодів до кінця і запланований фінал. Команда просила, щоб «Завойовника Зіма» перенесли на MTV як мультсеріал «Рен та Стімпі», але переговори не увінчались успіхом. Після цього в інтернеті появилось безліч петицій з вимогою повернути серіал в ефір. Невідомо, чи врахував це Nickelodeon, але Васкес заявив, що відмовляється продовжувати роботу над Зімом і взагалі над будь-якою роботою з компанією взагалі.
Влітку 2006 року відновився показ другого сезону на європейських та південноамериканських територіях. У Канаді YTV взявся транслювати «Завойовника Зіма» з 8 вересня 2006.
Колекція DVD "Invader ZIM" була випущена фірмою Media Blasters в Пн. Америці. Мультсеріал був також перекладений на деякі різні мови для іншоземної публіки.

## Сприйняття
На Rotten Tomatoes серіал зібрав 100 % позитивних рецензій кінокритиків і 93 % схвальних оцінок пересічних глядачів. Хоча перші покази «Завойовника Зіма» мали посередні рейтинги, повторні покази отримали загальне схвалення глядачів. Так, на каналі Nicktoons «Завойовник Зім» став другим найрейтинговішим серіалом після «Аватар: Останній захисник».
Андреа Грем у Common Sense Media писала, що «„Завойовник Зім“ — чудовий приклад мультфільму, який перетинає межу між розвагами для дітей і дорослих. Він сповнений чорного гумору, люди зображені як не дуже розумні форми життя, а Зім абсолютно не турбується про самозбереження — все це може викликати у деяких батьків подив. Більше того, словниковий запас Зіма сповнений слів, таких як „ідіот“ і „дурень“». Можливо, «Завойовник Зім» видасться комусь некомфортним, але він спонукає замислитися чому Зім постійно намагається комусь щось довести й чому повсякчас зазнає в цьому невдачі".
У 2006 році сайт IGN поставив «Завойовника Зіма» на 22-гу позицію з-поміж 24-ти найкращих мультсеріалів усіх часів, які показувалися в праймтайм; а в 2009 присудив «Завойовнику Зіму» 57-му позицію в переліку 100 найкращих мультсеріалів. У 2016 журнал «Entertainment Weekly» назвав Зіма одним з 25-и найвидатніших персонажів, створених Nickelodeon. В 2016 журнал «Paste» дав «Завойовнику Зіму» 60-е місце в переліку 100 найкращих науково-фантастичних серіалів.

## Нагороди та номінації
Енні, 2001 — нагорода за видатні досягнення продюсеру серіалу, перший епізод «Кошмар починається» (Стів Рессел).
Еммі, 2001 — нагорода за видатні досягнення в анімації, перший епізод «Кошмар починається» (Кайл Менк).
World Animation Celebration, 2001 — нагорода Стіву Васкесу, Джонену Ресселу (продюсер) і Мері Геррінґтон (виконавчий продюсер) за Best Title Sequence.
Серіал був номінований ще на 5 інших Енні в 2001, а в 2002 команда звукооператорів — на Golden Reel Award за Найкращий Монтаж Звуку на Телебаченні в епізоді «Кошмар починається». У 2003, після закриття, серіал був також номінований на Енні за Видатні Досягнення в Телеанімації.

## Цікаві факти
- Продюсер Стів Рессел і режисер Джонен Васкес періодично з'являлися в серіалі. Рессел у образі товстого темноволосого чоловіка в окулярах, а Васкес — високого чоловіка з помаранчевим волоссям. Після 10-ї серії Васкес сказав аніматорам, що вже напевно досить, а то глядачі будуть шукати їх, а не дивитися серіал.
- Серіал висміює багато явищ, міфів та стереотипів американського життя, наприклад: фастфуд, людей в чорному, національну безпеку, систему освіти і охорону здоров'я.
- Гелловінська серія «Завойовника…» була натхнення творами майстрів жахів: Говарда Лавкрафта й Ганса Гігера.
- У корабля Зіма постійно змінюється логотип, на якому зображене лице представника іркінської раси — воно то з одним, то з двома очима.